# 林氏蝴蝶魚
林氏蝴蝶魚，為輻鰭魚綱鱸形目蝴蝶魚科的其中一種。

## 分布
本魚僅分布在西太平洋區，包括澳洲、新幾內亞、羅德豪島等海域。

## 深度
水深30至70公尺。

## 特徵
本魚體呈方圓形，吻短。體色為淡黃色，體側具有7條黃色細條紋，其中第一條通過眼睛，第三與第四條、第五與第六條間具有黑色小細斑。下頜至鰓蓋有淺藍色淡斑塊。背鰭硬棘10至11枚、背鰭軟條20至22枚；臀鰭硬棘3枚、臀鰭軟條17至19枚。體長可達15公分。

## 生態
本魚在通常成對在稀疏的珊瑚區域中活動。雜食性，以藻類與小型底棲的無脊椎動物為食。

## 經濟利用
可當作觀賞魚。